# Ruslan Wladimirowitsch Albegow
Ruslan Wladimirowitsch Albegow (russisch Руслан Владимирович Албегов; * 26. Januar 1988 in Ordschonikidse, Russische SFSR, Sowjetunion) ist ein russischer Gewichtheber. Er wurde 2011 und 2013 Europameister, 2013 und 2014 Weltmeister im Zweikampf im Superschwergewicht.

## Werdegang
Ruslan Albegow begann als Jugendlicher mit dem Gewichtheben. Er lebt und trainiert beim CSKA Wladikawkas. Sein Trainer ist K.D. Solojew. Der 1,92 Meter große Athlet startet im Superschwergewicht, der Gewichtsklasse ab 105 kg Körpergewicht. Er ist Student und wird von der Armee unterstützt.
Sein erster internationaler Auftritt war bei der Junioren-Weltmeisterschaft (U 20) im Juni 2008 in Cali/Kolumbien. Dort kam er mit 282 kg (170–212) auf den 4. Platz und verpasste damit knapp die Medaillenränge. Er wog bei diesem Start knapp über 130 kg. Bei der Junioren-Europameisterschaft (U 20) im September 2008 in Durres/Albanien kam er auf 387 kg (173–214) und gewann damit die Bronzemedaille.
Sein nächster Start erfolgte bei der Junioren-Europameisterschaft 2010(U 23) in Limassol. Er steigerte sich dabei auf 407 kg (182–225) im Zweikampf und gewann damit wieder die Bronzemedaille. 2011 wurde er erstmals russischer Meister im Superschwergewicht, die er sich mit einer Stoßleistung von 248 kg sicherte. Bei den internationalen Meisterschaften wurde er 2011 aber nicht eingesetzt.
2012 wurde Ruslan Albegow in Antalya Europameister im Superschwergewicht mit 429 kg (191–238). Er verwies damit den Olympiasieger Matthias Steiner aus Deutschland, der freilich nicht in der Form von 2008 war, auf den 2. Platz. Bei den olympischen Spielen 2012 in London, wurde ihm nachträglich die Bronzemedaille wegen Dopingmissbrauchs aberkannt.
Im April 2013 wurde er in Tirana wieder Europameister im Superschwergewicht. Seine Zweikampfleistung betrug dort 442 kg (195–247). Er siegte dort allerdings nur auf Grund seines leichteren Körpergewichts (155 kg) vor Artem Udachin aus der Ukraine, der ebenfalls auf 442 kg (200–242) kam, aber 169 kg wog. In hervorragender Form präsentierte sich Ruslan Albegow im Juli 2013 bei der Universiade in Kasan. Er erzielte dort im Zweikampf 259 kg (205–254) und siegte damit vor Bahador Moulaei, Iran, 450 kg (196–254). In hervorragender From präsentierte sich Ruslan Albegow dann im Oktober 2013 bei der Weltmeisterschaft in Wrocław. Er wurde dort – wieder nach hartem Kampf mit dem iranischen Newcomer Bahador Moulaei – Weltmeister im Zweikampf und im Reißen. Er erzielte dabei im Zweikampf 464 kg (209–255). Moulaei kam auf 458 kg (203–255).
2014 konzentrierte sich Ruslan Albegow auf die Weltmeisterschaften im November in Almaty. Bei der Europameisterschaft und bei der russischen Meisterschaft war er nicht am Start. In Almaty gelang es ihm, seine beiden harten Konkurrenten, den Olympiasieger von 2012 Behdad Salimikordasiabi und den russischen Meister von 2014 Alexei Lowtschew zu besiegen. Er erreichte im Zweikampf 462 kg (210–252) und siegte damit vor Salimikordasiabi, der auf 457 kg (206–251) kam. Alexei Lowtschew wurde zwar mit 257 kg Weltmeister im Stoßen, hatte aber im Reißen mit 205 kg (zweimal) und 206 kg drei Fehlversuche und kam damit gar nicht in die Zweikampfwertung.

## Internationale Erfolge
| Jahr | Platz | Wettbewerb                                   | Gewichtsklasse | Ergebnisse |
| 2008 | 4.    | Junioren-WM (U 20) in Cali/Kolumbien         | Superschwer    | mit 382 kg (170–212), hinter Ewgeni Pisarew, Russland, 426 kg (196–230), Ruben Aleksanjan, Armenien, 412 kg (185–227) und Behdad Salimkirdiabasi, Iran, 406 kg (186–220) |
| 2008 | 3.    | Junioren-EM (U 20) in Durres/Albanien        | Superschwer    | mit 387 kg (173–214), hinter Ewgeni Pisarew, 431 kg (197–234) und Ruben Aleksanjan, 412 kg (187–225)                                                                     |
| 2010 | 3.    | Junioren-EM (U 20) in Limassol               | Superschwer    | mit 407 kg (182–225), hinter Ewgeni Pisarew, 412 kg (185–227) und Jiří Orság, Tschechien, 407 kg (181–226)                                                               |
| 2011 | 1.    | IWF-Grand-Prix "Präsidenten-Cup" in Belgorod | Superschwer    | mit 435 kg (195–240) vor Tschingis Moguschkow, Russland, 411 kg(190–221) und Peter Nagy, Ungarn, 408 kg (1987-221)                                                       |
| 2012 | 1.    | EM in Antalya                                | Superschwer    | mit 429 kg (191–238), vor Matthias Steiner, Deutschland, 424 kg (190–234) und Irakli Turmanidse, Georgien, 423 kg (195–228)                                              |
| 2013 | 1.    | EM in Tirana                                 | Superschwer    | mit 442 kg (195–247), vor Artem Udachin, Ukraine, 442 kg (200–242) und Jiri Orsag, 422 kg (185–237)                                                                      |
| 2013 | 1.    | Universiade in Kasan                         | Superschwer    | mit 459 kg (205–254), vor Bahador Moulaei, Iran, 450 kg (196–254) und Magomed Abujew, Russland, 427 kg (197–230)                                                         |
| 2013 | 1.    | WM in Wrocław                                | Superschwer    | mit 464 kg (209–255), vor Bahador Moulaei, 458 kg (203–255) und Alexej Lowtschew, Russland, 430 kg (200–230)                                                             |
| 2014 | 1.    | WM in Almaty                                 | Superschwer    | mit 462 kg (210–252), vor Behdad Salimikordasiabi, 457 kg (206–251) und Mohamed Ehssan Attia Masoud, Ägypten, 436 kg (193–243)                                           |

## Russische Meisterschaften
| Jahr | Platz | Gewichtsklasse | Ergebnisse                                                                                       |
| 2012 | 1.    | Superschwer    | mit 460 kg (210–250) vor Tschingis Moguschkow, 438 kg und Jewgeni Tschigischew, 437 kg (202–235) |

## WM + EM-Einzelmedaillen
- WM-Goldmedaillen: 2013/Reißen – 2014/Reißen
- WM-Silbermedaillen: 2013/Stoßen – 2014/Stoßen
- EM-Goldmedaillen: 2012/Stoßen, 2013/Stoßen
- EM-Silbermedaillen: 2013/Reißen

Erläuterungen
- alle Wettkämpfe im Zweikampf, bestehend aus Reißen und Stoßen
- OS = Olympische Spiele, WM = Weltmeisterschaft, EM = Europameisterschaft
- Superschwer, Gewichtsklasse über 105 kg Körpergewicht